# Spice (Droge)

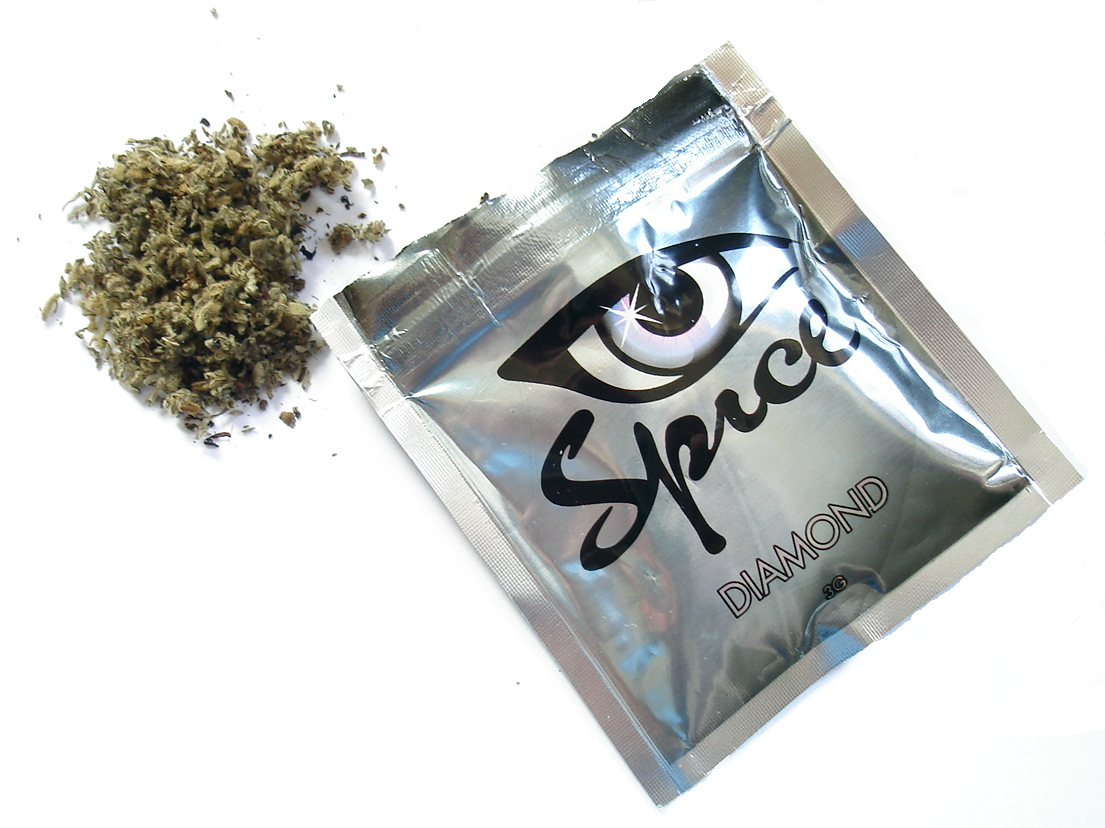
Spice

Spice ist die Verkaufsbezeichnung für eine Droge, die aus synthetischen Cannabinoiden sowie verschiedenen getrockneten Pflanzenteilen besteht. Verwendung findet Spice insbesondere als Ersatz für Cannabisprodukte. Laut Hersteller (die Londoner Firma Psyche Deli) sollte die berauschende Wirkung auf einer Kombination bestimmter natürlicher Inhaltsstoffe beruhen. In verschiedenen Analysen konnten jedoch mehrere synthetische cannabinoidmimetische Wirkstoffe (Cannabicyclohexanol, JWH-018 und ähnliche Substanzen) nachgewiesen werden.
Es sind mehrere Todesfälle bekannt geworden, bei denen ein Zusammenhang mit dem Konsum von Spice vermutet wird.
In verschiedenen Ländern wurden seit Dezember 2008 Verbotsverfahren eingeleitet, unter anderem in Österreich und Deutschland ist seit Januar 2009 Spice verboten.

## Geschichte
2004 tauchten erstmals im deutschsprachigen Internet und in Headshops der D-A-CH-Region Tüten mit der Aufschrift Spice auf. Im September 2007 senkt der Hersteller von Spice die Einkaufspreise, die Internetshops und Headshops reagieren begeistert. Im Oktober 2007 lässt sich die Herstellerfirma von Spice, Psyche Deli, Spice international als Marke schützen, wobei der Markenschutzeintrag Spice als Inhalationsmittel deklariert. Im Kontrast dazu zieht sich die Firma im Folgenden bei Kritik an ihrem Produkt daraufhin zurück, Spice nur als Räucherwerk zu verkaufen, und kritisiert eine angebliche mediengesteuerte Panikmache. In der Schweiz verschwindet das Spice schnell wieder aus den Headshops, da Spice dort als Tabakzusatz vom Gesundheitsministerium nicht zugelassen wird. Die letzten Tüten Spice in den Schweizer Headshops werden Anfang 2007 eingezogen. Die ersten Medienberichte zu Spice erscheinen im Frühjahr 2008, die Behörden analysieren das Spice und finden keine psychoaktiven Inhaltsstoffe. Die Universitätsklinik Düsseldorf stößt ebenfalls auf keine Inhaltsstoffe, die den ausgelösten Rauschzustand erklären könnten. Der Toxikologe Thomas Daldrup vermutete beim Rauchen des Spice würden sich die Konsumenten durch entstehende Gase vergiften und die Vergiftungserscheinungen als Rausch interpretieren. Spice wäre nur ein Scam an Jugendlichen.
Im August 2008 wird dem Hanfaktivisten Steffen Geyer eine chemische Analyse zugespielt, die in Spice diverse Lösungsmittel gefunden haben will. Nach einem Artikel auf seinem Blog, in dem er titelt: „Spice gefährlicher als Klebstoff schnüffeln?“, meldet sich die herstellende Firma bei ihm und kritisiert die Laboruntersuchung, weil sie um ihren guten Ruf fürchtet. Geyer kontert: „Es ist beschämend, dass The Psyche Deli bis heute zu allen Fragen bezüglich der Inhaltsstoffe und Wirkstoffe schweigt.“
Der Ethnopharmakologe Christian Rätsch testet 2008 im Fernsehen in der ARD-Sendung Polylux das Spice und kommt zu der Vermutung, dass eine Chemikalie zugesetzt wurde. Er resümierte auf die Frage, ob er nun öfters Spice konsumieren würde: „einmal und nie wieder“.
Bei folgenden chemischen Untersuchungen findet man die angegebenen Kräuter nicht im Spice, jedoch eine hohe Menge an Vitamin E, welches die Untersuchungsergebnisse stören kann. Der Frankfurter Cannabinoid-Hersteller THC Pharm prüft verschiedene Spice-Sorten, aufgrund der cannabisähnlichen Wirkung, und stößt auf das synthetische Cannabinoid JWH-018. In anderen Proben findet das Institut für Rechtsmedizin des Freiburger Universitätsklinikums später CP-47,497, ein anderes synthetisches Cannabinoid.
Im Folgenden (Ende 2008 bis 2010) wurden die im Spice gefundenen Cannabinoide in der D-A-CH-Region aufgrund der vorherrschenden restriktiven Drogenpolitik verboten.

## Inhaltsstoffe
Spice besteht laut Hersteller aus einer Vielzahl verschiedener, teilweise recht exotischer Kräuter, denen mitunter psychoaktive Wirkungen nachgesagt werden. Tatsächlich wurde aber bei Probenahmen keine Übereinstimmung mit den angegebenen Pflanzen gefunden.
Bei dem im frühen Spice für den Rausch verantwortlichen Hauptwirkstoff handelte es sich nach Angaben des BKA um das C8-Analog des Cannabinoids CP-47,497, das später Cannabicyclohexanol benannt wurde. Zusätzlich war der von John W. Huffman an der Clemson University entwickelte synthetische cannabinoidmimetische Wirkstoff JWH-018 enthalten. Diese Stoffe binden an Cannabinoid-Rezeptoren im Gehirn und lösen einen Rauschzustand aus. Ihre pharmakologische Potenz ist deutlich höher als die von THC. JWH-018 ist strukturell anders aufgebaut als Tetrahydrocannabinol, sodass übliche Drogentests für den Nachweis einer Intoxikation mit Cannabinoiden ein negatives Ergebnis liefern. Die Reinheit der Inhaltsstoffe im Endprodukt Spice ist ungeklärt, ebenso die genaue Wirkung und Umwandlung der synthetischen Zusätze im Stoffwechsel des menschlichen Körpers.
Des Weiteren waren im Spice von Psyche Deli noch Aromastoffe enthalten, über deren tatsächliche Zusammensetzung noch wenig bekannt geworden ist.
Nach den damaligen synthetischen Cannabinoiden wurden weitere ähnliche Wirkstoffe von Spice bekannt wie AMB-Fubinaca oder ADB-Fubinaca. 
Das Spice von Psyche Deli wurde in den Sorten Silver, Gold, Diamond, Tropical Synergy, Arctic Synergy und Genie angeboten. Laut Hersteller unterschieden diese sich in der Intensität, wobei Diamond als die stärkste Sorte gilt. Wie Analysen zeigen, unterscheiden sich die verschiedenen Sorten nicht nur in Trägerkraut und Aromatisierung, sondern auch in den verwendeten Wirkstoffen, die in unterschiedlichen Konzentrationen und teilweise auch kombiniert beigemengt sind.

## Anwendung
Spice wird als Räucherwerk gehandelt, aber hauptsächlich zur Aufnahme in gerauchter Form verwendet. Die Bezeichnung als Räucherstoff dient der Tarnung und ist rein rechtlicher Natur. Auf der Verpackung des Spice von Psyche Deli wurde lediglich davor gewarnt, die Mischung als Tee zuzubereiten oder zu verzehren.
Die aufgebrachten Chemikalien können sich lösen und am Boden der Tüte ansammeln, wodurch die Gefahr von Überdosierungen steigt. Zudem ist zu beachten, dass die aufgebrachten Chemikalien teils pharmakologisch weitaus stärker als THC wirken, wodurch, auch durch individuell unterschiedliche Toleranz, ein langsames herantasten geübt werden sollte.

## Nachfolgeprodukte
Nach dem Verbot wurden ähnliche Produkte unter den Namen Lava red und Bonzai Winterboost angeboten.
Im Januar 2011 erfolgten mehrere Hausdurchsuchungen und Beschlagnahmungen bei Händlern dieser Produkte.
Die als Lava Red verkaufte Kräutermischung enthielt nach Analyse des Landeskriminalamts Niedersachsen das synthetische Cannabinoid JWH-122. Es handelt sich um ein Derivat von JWH-018 und ist damit ebenfalls nicht mit THC strukturell verwandt, weist jedoch ebenfalls eine ähnliche psychoaktive Wirkung auf.
Auch noch viele Jahre später werden in Internetshops „Räuchermischungen“ mit psychoaktiver Wirkung verkauft. Die genauen Inhaltsstoffe, Schadstoffbelastung und eventuelle Verunreinigungen sind unklar, ebenso die Auswirkungen der Produkte auf die Gesundheit der Anwender.

## Rechtliche Situation

### Deutschland
Die in Spice enthaltenen Wirkstoffe CP-47,497 (und deren Homologe) sowie JWH-018 sind aufgrund der Zweiundzwanzigsten Betäubungsmittelrechts-Änderungsverordnung seit 22. Januar 2009 illegal und werden nun schärfer kontrolliert. Durch ihre Eintragung in die Anlage II des Betäubungsmittelgesetzes (BtMG) sind sie als verkehrsfähige, aber nicht verschreibungsfähige Betäubungsmittel eingestuft. Zudem wurden die Wirkstoffe JWH-019 und JWH-073 ab dem 22. Januar 2010 in Deutschland durch Eintragung in die Anlage II des Betäubungsmittelgesetzes (BtMG) eingestuft. Damit ist der Umgang mit Spice ohne Erlaubnis grundsätzlich strafbar.
Die Strafbarkeit für den Handel mit Kräutermischungsprodukten hängt von den enthaltenen Wirkstoffen ab. Enthält eine Kräutermischung ein synthetisches Cannabinoid, das bereits in den Anlagen des BtMG aufgeführt ist, ergibt sich eine Strafbarkeit. Der Handel mit Substanzen, die als reine Rauschdrogen nicht unter den Arzneimittelbegriff fallen, bisher aber nicht explizit verboten (gelistet) sind, ist laut einem Urteil des europäischen Gerichtshofs vom 10. Juli 2014 nach der gegenwärtigen Rechtslage nicht strafbar.
Der Bundesgerichtshof hat am 14. Januar 2015 in einer Entscheidung die nicht geringe Menge von verschiedenen synthetischen Cannabinoiden geregelt. Der Grenzwert der nicht geringen Menge wurde bei den Cannabinoiden JWH-018 und CP 47,497-C8-Homologen bei zwei Gramm festgesetzt. Die Wirkstoffe JWH-073 und CP 47,497 erreichen den Grenzwert bei sechs Gramm.
Am 26. November 2016 wurde die Lücke zwischen AMG und BtMG durch das Neue-psychoaktive-Stoffe-Gesetz (NpSG) geschlossen. Die Besonderheit dieses Gesetzes ist, dass es nicht wie das BtMG einzelne Stoffe umfasst, sondern Stoffgruppen. 2016 umfasst es die Stoffgruppen aller synthetischer Cannabimimetika und 2-Phenethylamin-Derivate. Der Umgang mit diesen Stoffen ist in Deutschland seitdem verboten. Handel, Einfuhr, Durchfuhr, Verabreichung und Herstellen zum Handel stehen unter Strafe.

### Österreich
Da der Wirkstoff JWH-018 dazu dient, bei Anwendung am oder im menschlichen Körper die Beschaffenheit, den Zustand oder die Funktionen des Körpers oder seelische Zustände zu beeinflussen, unterliegt Spice § 1 Abs. 1 Z 5 des Arzneimittelgesetzes, wodurch Handel und Weitergabe in Österreich verboten sind. Dies teilte das österreichische Gesundheitsministerium am 18. Dezember 2008 in einer Aussendung mit. Bis dahin war der Handel nicht verboten.
Das Verbot wurde am 18. Dezember 2008 zunächst für 14 Tage erlassen und am 7. Januar 2009 dauerhaft gemacht. Die „Inverkehrbringung“ der Substanz wurde gestoppt, die Händler angewiesen, noch vorhandene Bestände aus dem Sortiment zu nehmen.

### Schweiz
In der Schweiz unterliegt Spice den Vorschriften der Tabakverordnung (Verordnung vom 27. Oktober 2004 über Tabakerzeugnisse und Raucherwaren mit Tabakersatzstoffen (Tabakverordnung, TabV)) und ist verboten.

### Luxemburg
Seit dem Inkrafttreten der großherzoglichen Verordnung vom 20. April 2009 am 4. Mai 2009 sind CP-47,497, JWH-018, HU-210 und jegliche synthetische Agonisten von Cannabinoidrezeptoren auf nationaler Ebene reguliert. Insofern letztere in Produkten wie „SPICE“ vorhanden sind, steht im Normalfall eine Haftstrafe von bis zu 6 Monaten und/oder eine Geldstrafe von 250.- bis zu 2.500.- EUR auf ihren unerlaubten Besitz zum Eigenkonsum und eine Haftstrafe bis zu 5 Jahren und/oder eine Geldstrafe von 500.- bis 1.250.000.- EUR für ihre unerlaubte Herstellung, Gewinnung etc. und Besitz zwecks Verkauf, Weitergabe oder Vertrieb etc.